# 格扎维埃·罗阿尔
格扎维埃·罗阿尔（法語：Xavier Rohart，1968年7月1日—），法国男子帆船运动员。他曾代表法国参加1992年、2000年、2004年、2008年和2012年夏季奥林匹克运动会帆船比赛，获得一枚铜牌。